# Csernobil (minisorozat)
A Csernobil (eredeti címe: Chernobyl) 2019-ben bemutatott, öt epizódból álló amerikai–brit televíziós minisorozat Johan Renck rendezésében. A forgatókönyvet Craig Mazin írta. A sorozat az HBO és a brit Sky koprodukciójában készült. Témája az 1986 áprilisában történt csernobili atomkatasztrófa és a következmények elhárításával kapcsolatban tett intézkedések. Magyarországon egy nappal a premier után mutatták be.

## A forgatókönyv megszületésének körülményei
Egyik interjújában Craig Mazin elmondta, hogy a forgatókönyv megírását egy több mint két és féléves kutatás előzte meg, melyet 2015-ben kezdett meg. Sok különféle forrást használt fel –, tudományos folyóiratok cikkeit; kormányzati jelentéseket; korabeli szovjet tudósok könyveit, akik jelen voltak Csernobilban; nyugati történészek Csernobilt kutató munkáit; dokumentumfilmeket; személyes visszaemlékezéseket. Ezek közül kiemelte Szvjatlana Alekszievics belarusz író Csernobili ima (a Mazin által említett kiadás címe Voices From Chernobyl) című könyvét, amely lenyűgözte és rendkívüli módon inspirálta a filmsorozat megvalósítására. Mielőtt hozzákezdett volna az íráshoz, egy elmélyült beszélgetést folytatott egy atomfizikussal, aki elmagyarázta számára a nukleáris katasztrófa tudományos alapjait. Találkozott és beszélgetett egykori „likvidátorokkal”, illetve olyan személyekkel, akik a katasztrófa idején Pripjatyban éltek. A kész forgatókönyvet átolvasta és véleményezte egy ismerőse, aki a szovjet Ukrajnában nőtt fel, s az eseményeket átélte. Mazin megfogadta a javaslatait, s a történeti hitelesség érdekében számos javítást végzett a forgatókönyvön.

## Cselekmény
A Csernobil megtörtént eseményeken alapul: az 1986. április 26-án történt atomkatasztrófa kapcsán mutat be emberi sorsokat és tragédiákat. Az atomreaktor dolgozóinak, a tűzoltóknak és a mentésen dolgozó bányászoknak a sorsát; a magas rangú pártfunkcionáriusok döntésképtelenségét, ahogy megpróbálják elbagatellizálni a veszély nagyságát; illetve olyan tudósokét, akik szakértelmük birtokában a nehézségek ellenére is mindent megtesznek a katasztrófa következményeinek elhárításában.

## Szereplők

### Főszereplők
| Szereplő            | Színész            | Magyar hang            | Leírás |
| ------------------- | ------------------ | ---------------------- | --- |
| Valerij Legaszov    | Jared Harris       | Gyabronka József       | A Kurcsatov Intézet igazgatóhelyettese, közvetlenül az események sűrűjébe kerülve segített a következmények elhárításában.                                          |
| Borisz Scserbina    | Stellan Skarsgård  | Papp János             | A Minisztertanács elnökhelyettese, akit azért küldtek a Kremlből, hogy a helyszínen koordinálja a cselekvési tervet.                                                |
| Uljana Homjuk       | Emily Watson       | Bertalan Ágnes         | Fiktív karakter, a Belorusz Atomenergetikai Intézet kutatója, aki a baleset okainak kivizsgálásán dolgozik. Legaszov tudóstársait hivatott képviselni a sorozatban. |
| Anatolij Gyatlov    | Paul Ritter        | Tarján Péter           | A Csernobili atomerőmű üzemeltetési főmérnökének helyettese. |
| Ljudmila Ignatyenko | Jessie Buckley     | Csuha Bori             | Vaszilij Ignatyenko felesége. |
| Vaszilij Ignatyenko | Adam Nagaitis      | Horváth-Töreki Gergely | Pripjatyi tűzoltó őrmester. |
| Viktor Brjuhanov    | Con O'Neill        | Jakab Csaba            | Az erőmű igazgatója. |
| Nyikolaj Fomin      | Adrian Rawlins     | Berzsenyi Zoltán       | Az erőmű főmérnöke. |
| Alekszandr Akimov   | Sam Troughton      | Dévai Balázs           | Éjszakai műszakvezető az erőműben a baleset napján. |
| Leonyid Toptunov    | Robert Emms        | Moser Károly           | Vezető reaktorirányító mérnök (reaktor operátor) az atomerőműben.                                                                                                   |
| Mihail Gorbacsov    | David Dencik       | Törköly Levente        | A Szovjetunió Kommunista Pártjának (SZKP) főtitkára. |
| Vlagyimir Pikalov   | Mark Lewis Jones   | Vass Gábor             | Vezérezredes, a szovjet hadsereg vegyvédelmi csapatainak parancsnoka.                                                                                               |
| Csarkov             | Alan Williams      | Varga T. József        | Fiktív karakter, a KGB első elnökhelyettese. |
| Andrej Gluhov       | Alex Ferns         | Gesztesi Károly        | A tulai bányászbrigád vezetője. |
| Nyikolaj Tarakanov  | Ralph Ineson       | Mihályi Győző          | Polgári védelmi mérnök vezérőrnagy, a „likvidátorok” katonai parancsnoka.                                                                                           |
| Pavel               | Barry Keoghan      | Csiby Gergely          | Besorozott civil, „likvidátor”. |
| Bacso               | Fares Fares        | Epres Attila           | Grúz katona. |
| Andrej Sztepasin    | Michael McElhatton | Tokaji Csaba           | Gyatlov, Brjuhanov és Fomin tárgyalásainak ügyésze. |

### Mellékszereplők
| Szereplő                                | Színész               | Magyar hang      | Leírás |
| --------------------------------------- | --------------------- | ---------------- | --- |
| Viktor Proszkurjakov                    | Karl Davies           | Papp Dániel      | Gyakornok az erőműben. |
| Zsarkov                                 | Donald Sumpter        | Cs. Németh Lajos | Volt kommunista párttag. |
| Dr. Szvetlana Zincsenko                 | Nadia Clifford        | Mohácsi Nóra     | Orvos a pripjatyi kórházban. |
| Valerij Perevozscsenko                  | Jay Simpson           | Dózsa Zoltán     | Az erőmű reaktorrészlegének vezetője. Elsőként számol be a reaktor felrobbanásáról. |
| Borisz Sztoljarcsuk                     | Billy Postlethwaite   | Markovics Tamás  | Vezérlőegység-mérnök az erőműben. |
| Mihail                                  | Michael Socha         | Sarádi Zsolt     | Pripjatyi házaspár. A vasúti hídról figyelték a lángoló erőművet, mely során végzetes sugárterhelést szenvedtek.                                                                                                 |
| Okszana                                 | Laura Elphinstone     | Czifra Krisztina | Pripjatyi házaspár. A vasúti hídról figyelték a lángoló erőművet, mely során végzetes sugárterhelést szenvedtek.                                                                                                 |
| Alekszandr Juvcsenko                    | Douggie McMeekin      | Turi Bálint      | Az éjszakai műszak gépészmérnöke az erőműben a baleset éjszkáján. |
| Anatolij Szitnyikov                     | Jamie Sives           | Rába Roland      | Az erőmű egyes és kettes blokkjának főmérnökhelyettese. |
| Dmitrij                                 | Matthew Needham       | Makranczi Zalán  | Uljana Homjuk munkatársa Minszkben. |
| Garanyin titkárhelyettes                | Victor McGuire        | Faragó András    | A kommunista párt tisztviselője Minszkben. |
| Marina Gruzinszkaja                     | Lucy Russell          | Andresz Kati     | Uljana Homjuk ismerőse a Kurcsatov Intézetből. |
| Alekszej Ananenko                       | Baltasar Breki Samper | Fehérváry Márton | Üzemi gépészmérnökök, akik önként jelentkeztek arra, hogy búvárruhában lemennek az erőmű alagsorába, a leolvadt reaktor alá és megnyitják a vízleeresztő szelepeket, hogy megelőzhető legyen egy újabb robbanás. |
| Valerij Bezpalov                        | Philip Barantini      | Mesterházy Gyula | Üzemi gépészmérnökök, akik önként jelentkeztek arra, hogy búvárruhában lemennek az erőmű alagsorába, a leolvadt reaktor alá és megnyitják a vízleeresztő szelepeket, hogy megelőzhető legyen egy újabb robbanás. |
| Borisz Baranov                          | Oscar Dyekjar Giese   | Gyurin Zsolt     | Üzemi gépészmérnökök, akik önként jelentkeztek arra, hogy búvárruhában lemennek az erőmű alagsorába, a leolvadt reaktor alá és megnyitják a vízleeresztő szelepeket, hogy megelőzhető legyen egy újabb robbanás. |
| Dr. Vetrova                             | Pandora Colin         | Bognár Gyöngyvér | A moszkvai 6-os kórház egyik orvosa. |
| Mihail Scsadov szénbányászati miniszter | Michael Colgan        | Király Adrián    | A szovjet szénipar minisztere. |
| Garo                                    | Alexej Manvelov       | Bordás János     | Örmény katona, Bacso és Pavel társa. |
| Milan Kadnyikov                         | Hilton McRae          | Kertész Péter    | Bíró, Gyatlov, Brjuhanov és Fomin tárgyalásán. |

### További szereplők
| Szereplő              | Színész               | Magyar hang                | Leírás |
| --------------------- | --------------------- | -------------------------- | --- |
| Igor Kirsenbaum       | Joshua Leese          | Mesterházy Gyula (1. rész) | Turbinairányító mérnök az erőműben. |
| Igor Kirsenbaum       | Joshua Leese          | Lovas Dániel (5. rész)     | Turbinairányító mérnök az erőműben. |
| Alekszandr Kudrjavcev | Paulius Markevičius   | Nem szólal meg             | Gyakornok az erőműben. |
| Vjacseszlav Brazsnyik | Adam Lundgren         | Hám Bertalan               | Turbinaoperátor az erőműben. |
| Doktor                | Ron Cook              | Németh Gábor               | Idős szülész nőgyógyász a pripjatyi kórházban. |
| Petrovics             | Alex Blake            | Mikula Sándor              | A pripjatyi végrehajtó bizottság tagja. |
| Nyikolaj Gorbacsenko  | Ross Armstrong        | Kossuth Gábor              | Sugárzásfigyelő technikus az erőműben. |
| Viktor Gyegtyarenko   | Karolis Kasperavičius | Szrna Krisztián            | A 4-es reaktor keringető szivattyúinak kezelője (Hodemcsuk mellett). A robbanásban arca a gőztől vagy a forró víztől súlyosan összeégett.            |
| Vlagyimir Pravik      | Gerard Kearns         | Renácz Zoltán              | Pripjatyi tűzoltó hadnagy. |
| Viktor Kibenok        | Povilas Jatkevičius   | Bordás János               | Pripjatyi tűzoltó hadnagy. |
| Segédtiszt a Kremlben | Amanda Drew           | Erdős Borcsa               | Segédtiszt a Kremlben. |
| Sztaszjuk             | Daniel Crossley       | Holl Nándor                | A helikopterpilóták légiirányításáért volt felelős.                                                                                                  |
| Üzemi alkalmazott     | Joe Tucker            | Papucsek Vilmos            | Az erőmű egyik alkalmazottja. Búvár jelölt. |
| Helyi feleség         | Cait Davis            | Téglás Judit               | KGB-ügynök egy pripjatyi bárban. |
| Burov őrnagy          | Peter Guinness        | Bartók László              | Egy tiszt a pripjatyi kórházban. |
| Bányász               | James Cosmo           | Bartók László              | Tulai bányász. |
| Katona                | Arnas Danusas         | Horváth Illés              | Scsadov egyik testőre. |
| Szőke férfi           | Michael Shaeffer      | Maday Gábor                | KGB-ügynök a 6-os kórházban. Két évvel később pedig Legaszov megfigyelője.                                                                           |
| Jenina                | Caoilfhionn Dunne     | Györfi Laura               | Nővér a moszkvai 6-os kórházban. |
| Misa                  | Sam Strike            | Fehérváry Márton           | Pripjatyi tűzoltó, kezét egy grafitdarab a tűz oltása során súlyosan megégette.                                                                      |
| Zukauszkasz           | Diarmaid Murtagh      | Fehérváry Márton           | Határőr a lezárt zónában. |
| Janek                 | Josef Davies          | Fehérváry Márton           | „Likvidátor". |
| Babuska               | June Watson           | Bókai Mária                | Idős asszony, aki nem hajlandó elhagyni a falut ahol él.                                                                                             |
| Katona                | Josef Altin           | Pataki Ferenc              | A zóna evakuálásáért felelt. |
| Könyvtári KGB-ügynök  | Paulius Čižinauskas   | Suhajda Dániel             | Könyvtári KGB-ügynök. |
| Idős könyvtárosnő     | Velta Žygure          | Erdélyi Mari               | Idős könyvtárosnő. |
| Dzsugasvili           | Mark Bagnall          | Galbenisz Tomasz           | A tisztítási műveletben használt robotok kezeléséért volt felelős.                                                                                   |
| Masa                  | Ian Pirie             | Berzsenyi Zoltán           | A „likvidátorok" vezetője, az erőmű tetején lévő grafitdarabok eltávolítása során.                                                                   |
| Valerij Hodemcsuk     | Kieran O’Brien        | Haagen Imre                | A 4-es reaktor keringető szivattyúinak kezelője. Azonnal meghalt a robbanásban és holttestét sosem találták meg. Ő volt a katasztrófa első áldozata. |

### Magyar változat
- Magyar szöveg: Hanák János
- Hangmérnök: Büki Marcell
- Vágó: Székely Daniella
- Gyártásvezető: Kincses Tamás
- Szinkronrendező: Lengyel László
- Felolvasó: Bognár Tamás

A szinkront az HBO megbízásából A Mafilm Audio Kft. készítette.

## Epizódok
| Sor. | Év. | Cím                          | Rendező     | Író         | Premier                         |
| --- | --- | ---------------------------- | ----------- | ----------- | ------------------------------- |
| 1. | 1.  | 1:23:45                      | Johan Renck | Craig Mazin | 2019. május 6. 2019. május 7.   |
| 1988. április 26-ának éjjelén Valerij Legaszov rögzít pár kazettát, melyben Anatolij Gyatlovot felelősként jelöli meg a csernobili katasztrófa megtörténtéért, és elégedetlenkedik, amiért megúszta 10 év börtönbüntetéssel, ugyanakkor elmondja azt is, hogy a valódi fő felelősök sokkal magasabb posztokon keresendők. Miután elteszi a kazettákat, felakasztja magát. Éppen két évvel és egy perccel korábban, 1986. április 26-án hajnali 1 óra 24 perckor Pripjaty városában Vaszilij Ignatyenko tűzoltó és felesége, Ljudmila szemtanúi lesznek lakásuk ablakából a csernobili atomerőmű robbanásának és kigyulladásának. Vaszilijt behívják, hogy segédkezzen a tűzoltásnál, eközben az erőműben Gyatlov, Akimov, Toptunov és társaik próbálják elhárítani a veszélyt. Perevozcsenko jelenti a vezérlőteremben, hogy nem a vízszint szabályozó tartály robbant fel, hanem a reaktor. De senki sem hisz neki. Ezután találkozik Gorbacsenkóval, majd Juvcsenkóval, aki kihozza a sérült Gyegtyarenkót a szivattyúházból. Utána segít Proszkurjakovnak és Kudrjavcevnek bejutni a reaktorcsarnokba, hogy leeresszék a szabályozó rudakat. Lemennek a lángoló maghoz és itt szembesülnek azzal, hogy a reaktor megsemmisült. A bentlétük alatt pedig halálos dózisú sugárzást szenvednek. Ezalatt a tűzoltók megkezdik az oltást. Az egyik tűzoltó, Misa felemel egy grafitdarabot, és súlyos sérüléseket szenved a sugárzó anyagtól. Valamennyien tudtukon kívül halálos sugárzásnak vannak kitéve, akárcsak a pripjatyi civilek, akik egy vasúti hídon gyűlnek össze, hogy megnézzék a tüzet. Eközben Viktor Brjuhanov és Nyikolaj Fomin megkapják a jelentést az erőműből és összehívják a Pripjaty Városi Tanács Végrehajtó Bizottságát, akik igyekeznek eltussolni a dolgokat. A legidősebb pártfunkcionárius, Zsarkov parancsára lezárják a várost és megszakítják a telefonvonalakat a pánik és a félretájékoztatás elkerülése érdekében. A már sugárbeteg Szitnyikov hiába próbálja meggyőzni őket, hogy a sugárzás mértéke hatalmas és a reaktormag szabadon áll, nem hisznek neki, hanem felküldik a reaktor tetejére a biztos halálba, hogy nézze meg a saját szemével. Legaszov telefonhívást kap Borisz Scserbinától, a Minisztertanács elnökhelyettesétől, aki közli vele, hogy Mihail Gorbacsov már felállított egy különbizottságot az ügy kivizsgálására, és őt kijelölték ennek szakértőjévé, mivel jól ismeri az RBMK reaktorok működését. |     |                              |             |             |                                 |
| 2. | 2.  | Please Remain Calm           | Johan Renck | Craig Mazin | 2019. május 13. 2019. május 14. |
| Hét órával a baleset után Uljana Homjuk és munkatársa erősen megnövekedett sugárzást mérnek Minszkben, amit atomerőművi eredetűként azonosítanak. Először a legközelebbi ignalinai erőművet hívják fel, majd az onnan kapott adatok alapján a másik irányban lévő csernobilit, és mivel az utóbbit nem tudják elérni, arra gyanakodnak, hogy ott történt súlyos baleset. Homjuk még Minszkben felkeres egy vezető pártfunkcionáriust, aki nem hajlandó foglalkozni az üggyel, ezért a kutató Pripjatyba utazik. Közben Ljudmila bejut a helyi kórházba, ahol megtudja, hogy férjét súlyos állapota miatt átszállítják Moszkvába a többi tűzoltóval együtt. Moszkvában Legaszov felvázolja a bizottság ülésén, hogy a helyzet sokkal súlyosabb, mint amilyennek a jelentések mutatják, ezért Scserbinával együtt a helyszínre küldik. Az úton Legaszov és Scserbina vitatkozni kezdenek, végül Scserbina elfogadja Legaszov álláspontját, miután az erőmű tetején szerteszét heverő grafitdarabokkal bizonyította, hogy a reaktormag valóban szabadon áll. Amikor Scserbina szembesíti ezzel Brjuhanovot és Fomint, ezek Gyatlovra próbálják hárítani a felelősséget. Pikalov tábornok egy sugárzásmérőt hozat, amellyel igazolja, hogy valóban nagy a baj és az elismertnél többezerszer magasabb a sugárzás mértéke. Legaszov javaslatára a katonaság homokot és bórt hoz a nyitott reaktor befedéséhez, amit helikopterekkel szórnak le, viszont ez veszélyesnek bizonyul. Scserbina telefonhívást kap, és szembesül vele, hogy a külvilág mindenről tud. Elrendelik a város evakuálását. Homjuk megérkezik Pripjatyba, ahol megérteti Scserbinával és Legaszovval, hogy a mag leolvadása miatt egy hatalmas gőzrobbanás az addiginál is súlyosabb tragédiát okozhat, mivel a reaktor alatt nagy mennyiségű hűtő- és tűzoltóvíz gyűlt össze. Ennek megakadályozására három önként jelentkező munkást küldenek búvárruhaban az erőműblokk alagsorába, hogy a rossz helyen összegyűlt víz leeresztéséhez megnyissák a csapokat. |     |                              |             |             |                                 |
| 3. | 3.  | Open Wide, O Earth           | Johan Renck | Craig Mazin | 2019. május 20. 2019. május 21. |
| Bár sikerül leengedni a hűtővizet, Pikalov figyelmeztet mindenkit, hogy a reaktormag leolvadása megkezdődött, ez pedig a felszín alatti vizek elszennyeződésével járhat, ami a Dnyeperbe kerülve sok millió ember ivóvizét veszélyezteti. Scserbina és Legaszov sikeresen meggyőzik Gorbacsovot, hogy be kell építeni egy hőcserélőt a reaktor alá, amelyhez a Szovjetunió összes folyékony nitrogénjére szükség van. Ahhoz, hogy ezt a megfelelő helyre juttassák, Tula térségéből hoznak tapasztalt szénbányászokat. Miközben a bányászok rendkívül nehéz körülmények közt megkezdik a munkát, Scserbina elárulja Legaszovnak, hogy a KGB folyamatos megfigyelés alatt tartja őket. Legaszov elküldi Homjukot Moszkvába, hogy kérdezze ki a túlélőket a baleset körülményeiről, mielőtt meghalnának. Gyatlov nem hajlandó együttműködni, de Toptunovtól és Akimovtól megtudja, hogy az eset azután történt, hogy megnyomták az AZ–5-ös vészleállító gombot, ez azonban tudomása szerint nem okozhatta a robbanást. Eközben ugyanebbe a kórházba érkezik Ljudmila is, aki lefizeti a nővért, hogy bemehessen a férjéhez, továbbá eltitkolja terhességét. Ljudmila megszegi a nővér utasításait, tovább marad bent a megengedett 30 percnél és a tiltás ellenére érintkezik férjével. Homjuk észreveszi a nőt, kirángatja a kórteremből, számonkéri a nővért és azzal fenyegetőzik, hogy nyilvánosságra hozza a történteket. A beszélgetést a KGB ügynökei szakítják félbe, akik fenyegetőzése miatt letartóztatják a kutatónőt. Legaszov közbenjárására Homjukot elengedik, amennyiben felelősséget vállal érte. Az epizód végén a halott tűzoltókat – köztük Vaszilijt is – ólomkoporsókban, betonba ágyazva eltemetik. |     |                              |             |             |                                 |
| 4. | 4.  | The Happiness of All Mankind | Johan Renck | Craig Mazin | 2019. május 27. 2019. május 28. |
| Megkezdődik az evakuációs zóna kiürítése. Egy idős asszonyt, aki még az első világháború előtt született, és sosem hagyta el az otthonát, egy katona a tehene lelövésével kényszeríti, hogy velük jöjjön. Eközben a likvidátorok megkezdik a munkát, elindul a lezárt zónán belül a szennyeződés eltávolítása. A reaktor épületét egy hatalmas betonszarkofággal tervezik körülvenni, az építkezés előtt azonban el kell távolítani a tetőn szétszorva heverő radioaktív törmeléket. Ehhez a lunahodot, a szovjet holdjárót vetik be, amivel a feladat nagy része elvégezhető, azonban a legszennyezettebb területen még a külön e célra beszerzett nyugatnémet rendőrrobot is szinte azonnal tönkremegy. Végül más lehetőség híján élőerővel, katonákkal kénytelenek a feladatot elvégeztetni. Ezalatt Pavelt, egy frissen besorozott fiút egy afgán háborúbeli veterán, Bacsó mellé osztják be a zónában rekedt valamennyi állat elpusztítására. Pavel számára eleinte igen megterhelő a feladat, különösen amikor kölyökkutyákkal kell végeznie. Homjuk szigorúan titkos iratok között kutat, hogy megtalálja a reaktorbaleset okát. Ismét meglátogatja Gyatlovot a kórházban, és a segítségét kéri, de a férfi továbbra is elzárkózik ettől. Scserbina, Homjuk és Legaszov titokban találkozik, hogy a KGB ne tudja őket lehallgatni. Mindhármukat szakértői tanúvallomásra kérik fel a bíróságon, ahol Gyatlov, Brjuhanov és Fomin lesznek a vádlottak. Scserbina elmondja, hogy Legaszovot Bécsbe küldik, hogy tájékoztassa a Nemzetközi Atomenergia-ügynökséget (NAÜ). Homjuk Legaszovot a leningrádi atomerőmű 1975-ös üzemzavaráról faggatja, amikor egy fűtőanyagcső megrepedése miatt az AZ–5-ös gombbal leállították a reaktort, azonban a teljesítménye a leállást megelőzően hirtelen megemelkedett. Legaszov választ ad a kérdésre: a szabályozórudak vége nem bórból, hanem grafitból van, és ez, illetve Gyatlov sorozatos felelőtlen döntései következtében robbant fel a csernobili 4-es reaktor. A konstrukciós hibáról már korábban figyelmeztették a Kremlt, azonban a megoldás helyett eltussolták az esetet. Mindeközben Ljudmila Ignatyenko megszülte kislányát, aki nem sokkal később meghalt a sugárzás szövődményei miatt. Homjuk arra kéri Legaszovot, hogy mondja el az NAÜ-nek az igazat, bármi is lesz a következménye – ezzel szemben Scserbina óvatos, mert tart a kormányzat bosszújától.                                       |     |                              |             |             |                                 |
| 5. | 5.  | Vichnaya Pamyat              | Johan Renck | Craig Mazin | 2019. június 3. 2019. június 4. |
| Miután Legaszov megtette beszámolóját Bécsben – ahol nem mondta el a teljes igazságot –, felterjesztik kitüntetésre. Egyetlen feltétele van ennek: Gyatlovék büntetőperében hasonló tanúvallomást kell tennie. Legaszov hezitál, és biztosítékként azt kéri, hogy a többi RBMK reaktort alakítsák át úgy, hogy többé ne fenyegessen hasonló baleset veszélye. A Pripjatyban zajló büntetőperben először Scserbina vázolja fel nagy vonalakban, hogy is működik egy reaktor, majd Homjuk és Legaszov tesznek vallomást azok alapján, amiket a tanúktól hallottak. Visszaemlékezésekben láthatjuk a baleset pontos kronológiáját, melyből kiderül, hogy Gyatlov sorozatos hibás döntései vezettek a tragédiához. Azonban azt is elmondja, hogy amikor Akimov megnyomta a vészleállító gombot, a reaktor tervezési hibája miatt nem állt le a láncreakció, hanem elszabadult. Legaszov ezután felfedi azt a titkosított információt, amit megtudott a leningrádi erőmű kapcsán és elmondja, hogy Bécsben hazudott. Legaszovban ekkor tudatosul végleg, hogy nem fogják átalakítani a reaktorokat, hiszen az a vereség beismerése lenne a Szovjetunió részéről, és ezt a rendszer nem engedheti. Így számonkérő hangon szól az egybegyűltekhez. Ezt követően a KGB őrizetbe veszi és közlik vele, hogy a vallomását nem hozzák nyilvánosságra, meg sem történtnek tekintik, továbbá megtiltják, hogy bármikor bárkivel beszéljen Csernobilról, elveszti az állását és utólag az eseményekhez való bármilyen kapcsolódásának nyomát is törlik. A záró képsorokban a szereplők való életbeni megfelelőinek további sorsát mutatják be. |     |                              |             |             |                                 |

## Forgatás
A forgatás 2018. május 13-án kezdődött Vilnius egyik lakóépületekből álló városrészében, Fabijoniškėsben, amely Pripjaty városának sorozatbeli helyszínéül szolgál. Az evakuálási jeleneteket panelházakkal sűrűn épített környezetben vették fel. Március végén a stáb Visaginas városába ment, ahol a 2009 végén üzemen kívül helyezett ignalinai atomerőműben és környékén készült számos kül- és beltéri jelenet. Ez az erőmű a csernobiliével azonos technológiájú volt, RBMK reaktorok működtek benne, és külső építészeti megoldásai is hasonlóak. 2018 júniusának elején a stáb az utolsó jelenetek felvételére Ukrajnába utazott. A tulai szénbányászokkal készített jelenetet a Kijevi területen forgatták. A sorozat teljes forgatása 16 héten keresztül tartott.

## Fogadtatás
A nézők körében elsöprő sikert aratott, az Internet Movie Database (IMDb) értékelések összesített rangsorában rövid idő alatt 9.7 ponttal az első helyre ugrott, s minden idők legnépszerűbb sorozata lett. Fogadtatása a filmkritikusok részéről is nagyon pozitív volt, a Rotten Tomatoes kritikagyűjtő oldal értékelésében 95%-ot ért el. Hatására megugrott az érdeklődés a csernobili katasztrófa iránt, a Wikipédián minden egyes epizód bemutatása után több esetben félmilliós napi látogatottsági csúcsot okozott, sőt a fukusimai atomerőmű-baleset iránti érdeklődést is jelentősen fokozta. Csernobil és környéke jelenleg turisztikai látványosság, melynek forgalmát a filmsorozat 35%-kal növelte. Hatására India internetes fórumain újra felelevenítették az 1984-es bhopáli katasztrófa emlékét, s Craig Mazin arról számolt be, hogy nagyon sok tweet-et kapott Indiából, melyben arra biztatják, hogy dolgozza fel a bhopáli katasztrófát is.

### A történelmi hitelességet érintő kritikák
A filmsorozat rendkívül kedvező kritikai fogadtatása mellett számos bírálat is megjelent, mely a történelmi hitelesség egyes elemeit kéri számon. Bedő felhívja a figyelmet, hogy a két főszereplő, Valerij Legaszov, a tudós és Borisz Scserbina, a politikus ábrázolása hiteles, de személyes szerepük a valóságban sokkal kisebb volt, a tényleges döntéseket népes párt- és kormánybizottságok, illetve tudományos kollektívák hozták. A Legaszovot segítő tudósok tábora annyira sok főt számlált, hogy dramaturgiailag szükségessé vált egy kitalált alak, a fehérorosz Uljana Homjuk, aki egy személyben egyesíti a közreműködő tudósokat. Hasonlóan vélekedik Adam Higginbotham, a Midnight in Chernobyl (Éjfél Csernobilban) (2019) című könyv szerzője is, aki szerint a sorozat által bemutatott történet jelentősen eltér a valóságtól. A valóság sokkal összetettebb, több szereplős a filmben ábrázoltnál, melyben sok a fikciós elem. A régebbi angol nyelvű forrásokban sok a megkérdőjelezhető hitelességű állítás, mítosz, melyek egy részét a filmsorozat is reprodukálja, állítja egy interjúban. Példának hozza fel, hogy a nukleáris szakemberek már jóval a baleset előtt tisztában voltak az RBMK reaktorok hibáival. A robbanástól számított 36 órán belül két reaktorspecialista a helyszínen volt, s rövid idő alatt megállapították a baleset valószínű okait, így nem volt szükség az eltitkolt tények utáni magánnyomozásra és az eredmények hősies felfedésére. Végül a kérdező érdeklődésére Higginbotham két jelenet hitelességét cáfolja határozottan. Korabeli fotók tanúskodnak róla, hogy az alagutat fúró bányászok nem meztelenül dolgoztak, illetve a helikopter lezuhanása októberben – tehát hónapokkal később – következett be, annak során, hogy rotorlapátja beleakadt a betonszarkofágot építő egyik daru drótkötelébe. Ez utóbbit hiteles videófelvétel is bizonyítja.
Szerhij Plohij, (ukrán: Сергій Миколайович Плохій), ukrán-amerikai történész, a Chernobyl – The History of a Nuclear Catastrophe (Csernobil – Egy nukleáris katasztrófa története) (2018) című könyv szerzője egy független ukrán tv-csatornának adott interjúban a következőképpen nyilatkozott a sorozatról: „Az alkotás minden eddiginél jobban megközelítette Csernobil valóságát, ezért gratulálni szeretnék a minisorozat készítőinek, hogy ilyen kitűnő munkát végeztek. Nagyon jól reprodukálták a lejátszódó nukleáris katasztrófa körülményeinek légkörét.” A játékfilm műfajának leegyszerűsítő dramaturgiai szabályain túl, – folytatta Plohij –, a valóságos történések nem fekete-fehérek, sokkal több a szürke árnyalat, s ezek a szürke árnyalatok teszik igazán teljessé a történetet, s még érdekesebbekké a benne szereplő személyiségeket. „A nézőknek szem előtt kell tartaniuk, hogy a Szovjetunió valóban elnyomó volt, amint a sorozat bemutatta, de nem az a fajta elnyomás volt, amelyet ott ábrázoltak – nem voltak minden helyszínen KGB tisztek és letartóztatások, nem kellett fegyverrel fenyegetni valakit, hogy ellenőrizze a sugárzási szintet. Az emberek megtették a dolgokat, mert úgy vélték, ez a kötelességük. Ezért nagyon fontos, hogy ne vegyünk mindent szó szerint, ami a filmben látható.”
Gessen kritikája előtt elismeréssel jegyzi meg, hogy a filmsorozat „a Szovjetunió anyagi kultúráját a nyugati, s ami azt illeti az orosz tv-ben és filmben azelőtt soha nem látott pontossággal reprodukálja”. A ruhák, a tárgyak, a lámpák mind tökéletesen a 80-as évek Ukrajnáját, Belorussziáját vagy Moszkváját idézik. Apróbb hibák persze előfordulnak, például az iskolások hétköznap ünneplő ruhában vannak, vagy tinédzserek láthatók kisiskolás iskolatáskákkal. Súlyosabb hibának tartja viszont, hogy a film érzéketlen a társadalmi-gazdasági (osztály) helyzet ábrázolása iránt, amit azzal a példával szemléltet, hogy a pripjatyi tűzoltó nagyjából ugyanolyan lakáskörülmények között él, mint Legaszov, az ország vezető tudósa. A film egyik legnagyobb hiányossága, hogy két jelenet kivételével adós marad a szovjet hatalmi viszonyok hű ábrázolásával. Az egyik az első epizódban a Pripjaty városi tanács végrehajtó bizottságának rendkívüli ülése, melyen az öreg Zsarkov felszólalása telitalálat. A másik az ötödik részben szintén pontosan mutatja be a szovjet bíróságok működését, ahol az ügyész a hatalmi hierarchiában felette áll a bírónak, s instruálhatja azt. Ezektől a jelenetektől eltekintve, a film sokszor a karikatúraszerűség vagy az ostobaság hibájába esik. Példának hozza fel, amikor a második részben Scserbina főbelövéssel fenyegeti Legaszovot, ha nem magyarázza el neki, hogy működik egy atomerőmű. Ez a 30-as években talán előfordulhatott volna, de a 80-as években semmi esetre sem.
„Valakinek, aki 1986-ban a Szovjetunióban élt, s aki azóta járt a csernobili zónában, nem könnyű néznie ezt a filmsorozatot.” – e felütéssel kezdi erőteljes kritikáját Leonyid Bersidszkij, s előrebocsátott következtetése szerint azt Oroszországnak, Ukrajnának és Belorussziának kellett volna leforgatnia. Egyfelől a mű hitelessége a bátor kísérlet ellenére számtalan helyen csorbát szenved, másfelől amiatt, hogy a sorozat fő üzenetei – mint például: a szakértőket meg kell hallgatni és a kormányok a népért kormányoznak, nem önmaguk érdekében, – csak durva prédikációk egy amerikai-brit produkció részéről, ezeknek az üzeneteknek az érintett országokból kell jönniük. A fenti országok nyilvánvalóan nem tanultak a leckéből, hogy egy ilyen filmet készítsenek. A sorozat történeti hiteltelenségére egy sor példát említ: modern, műanyagkeretes ablakok az egykori épületeken; a kormánybizottság nem helikopterrel, hanem repülővel és autóval utazott Csernobilba; elképzelhetetlen, hogy Scserbina a helikopterből való kidobatással fenyegesse Legaszovot; Legaszov ütött-kopott, elhanyagolt lakása, s magányos élete egy macskával sem fedi a valóságot, hiszen feleségével és lányával élt; a bányászok nem ittak azonnal vodkát, amikor feljöttek a felszínre; a bányászati minisztert a 80-as években nem kellett fegyveres katonáknak kísérniük, akik ráadásul amerikai stílusban tartják fegyvereiket; a szovjet emberek a 80-as években nem hívták egymást elvtársnak, ezt a megszólítást már csak pártgyűléseken használták; Repin Rettegett Iván és fia című festménye soha nem volt a Kremlben; s néhány egyenruha nem korhű.

### Oroszországi fogadtatása
A filmsorozat Oroszországban egyfajta nemzeti szenzációvá vált, annak ellenére, hogy csak az Amediateka (Амедиатека) online szolgáltatásán keresztül volt legálisan megnézhető. Erre válaszul a Putyin-média mini keresztesháborút indított ellene. A Komszomolszkaja Pravda, a legnépszerűbb orosz újság szerint felmerült a gyanú, hogy a Roszatom versenytársai az orosz nukleáris ipar lejáratására használják a sorozatot. Az idősebb korosztály körében népszerű Argumenti I Fakti azt írta, hogy a filmsorozat karikatúra, nem pedig az igazság. A Rosszija 24, az ország egyik vezető hírcsatornája pedig a következőképpen gúnyolódott: „csak a medve és a tangóharmonika hiányzik belőle”. Az orosz NTV csatorna bejelentette, hogy már forgatják saját készítésű sorozatukat Csernobilról, melynek cselekménye azon a feltevésen alapul, hogy az amerikai Központi Hírszerző Ügynökség (CIA) egy ügynököt küldött Csernobilba szabotázs végrehajtásának a feladatával. A legszélsőségesebben az Oroszország Kommunistái nevű, sztálinista párt reagált, mely úgy véli, hogy a filmsorozat csupán ideológiai manipuláció az HBO részéről, s követelte annak betiltását. A párt nyilatkozata azt állítja, hogy kérték az oroszországi Szövetségi Szolgálat a Kommunikáció, Információtechnológia és Tömegmédia Felügyeletére (Федеральная служба по надзору в сфере связи, информационных технологий и массовых коммуникаций), rövidítve: Roszkomnadzor (Роскомнадзор) nevű hatóságot, hogy blokkolja a hozzáférést a filmsorozathoz, továbbá a nyilatkozat Craig Mazint rágalmazási perrel fenyegeti. Mindezeken túl számos elismerő kritika is megjelent, például Anna Narinszkaja (Анна Наринская) szerzőtől a Novaja Gazeta (Новая газета) című lapban. Állítása szerint nincs olyan ismerőse, aki átélte azokat a napokat 1986 áprilisának végén, s ne emlékezne rájuk. Ezeknek az emlékeknek a lényege egy mondatban összefoglalható: „Hogyan hazudtak nekünk.” Ez összecseng a filmsorozat nyitó jelenetének kérdésfelvetésével: „Mi a hazugság ára?”